# Rumba (skulptur)
Rumba är en offentlig abstrakt skulptur som står vid Porkkalagatan på Sundholmen i Helsingfors. Skulpturen är gjord av skulptören Martti Aiha, som anser att den är en av hans mest lyckade verk. Den är 15 meter hög och är tillverkad av svartmålat aluminium. Rumba är en del av Helsingfors konstmuseum samlingar.
År 1994 vann Rumba första pris i tävlingen årets miljökonstverk. Priset gavs för helheten som Rumba och ett bostadshus av arkitekten Veli-Pekka Tuominen bildar tillsammans.

## Bakgrund
År 1990 firade Alko sitt 60-årsjubileum genom att ordna en tävling där man skulle välja en offentlig skulptur som skulle doneras till Helsingfors stad och sedan ställas upp nära Alkos kontor på Sundholmen. Martti Aiha vann tävlingen med sitt förslag och Rumba visades för första gången offentligt den 5 april 1992.
Martti Aiha tänkte på flera saker när han planerade skulpturen. Han visste att det skulle vara mycket trafik som går förbi skulpturen, så han ville att det skulle vara möjligt att uppleva den i sin helhet även om man bara skulle åka snabbt förbi den med t.ex. en buss. Han ville också att skulpturen skulle vara svart eftersom han ansåg att detta var den enda färgen som skulle passa ihop med omgivningen. Rumbas namn baserar sig både på dansen och på trafiken som "rumbar" förbi skulpturen.